# S láskou Vincent
S láskou Vincent (Loving Vincent) je polsko-britský animovaný film z roku 2017, který režírovali Dorota Kobiela a Hugh Welchman. Jde o první plně malovaný celovečerní animovaný film na světě. Snímek je vytvořen z více než 65 000 ručně malovaných obrazů, které vytvořilo 125 profesionálních malířů inspirovaných dílem Vincenta van Gogha. Zabývá se záhadou smrti jednoho z největších malířů v dějinách.

## Technika a zpracování
Film je unikátní svým vizuálním zpracováním – každý záběr byl vytvořen jako olejomalba na plátně, přičemž byly použity techniky inspirované Van Goghovým stylem. Animace kombinuje ruční malbu s moderními technologiemi, což dává filmu specifickou atmosféru, připomínající oživlé obrazy. Tvůrci film malovali dva roky.

## Ohlas
Byl nominován na Oscara za nejlepší animovaný film, na cenu BAFTA a získal několik ocenění, včetně Evropské filmové ceny za nejlepší animovaný film.

## Děj
Jeden rok po sebevraždě Vincenta van Gogha požádá pošťák Joseph Roulin svého syna Armanda, aby doručil Van Goghovu poslední dopis jeho bratru Theovi. Roulin považuje smrt za podezřelou, protože jen několik týdnů předtím Van Gogh v dopisech tvrdil, že jeho nálada byla klidná a normální. Armand neochotně souhlasí a vydává se do Paříže.
Père Tanguy, montmartský obchodník s uměním, Armandovi sdělí, že Theo zemřel šest měsíců po Vincentovi. Navrhuje, aby Armand odcestoval do Auvers-sur-Oise a hledal doktora Paula Gacheta, který Van Gogha ubytoval po jeho propuštění z ústavu, sdílel jeho lásku k umění a zúčastnil se pohřbu. Když Armand dorazí, zjistí, že doktor je na cestách. Ubytuje se ve stejném hostinci, kde během svého pobytu žil i Van Gogh. Tam se setká s dočasnou hostinskou Adeline Ravouxovou, která měla Van Gogha ráda a byla jeho smrtí také překvapena. Na její doporučení navštíví Armand místního převozníka, který mu prozradí, že Van Gogh často trávil čas s Marguerite, plachou dcerou doktora Gacheta. Když Armand navštíví Marguerite, ta popírá jakékoli hlubší spojení s Van Goghem a rozzlobí se, když Armand naznačí, že Van Goghovy sebevražedné sklony mohly pramenit z hádky s jejím otcem.
Během vyšetřování začne Armand podezírat místního chlapce jménem René Secretan, který údajně Van Gogha šikanoval, vlastnil zbraň a často jí opilý mával po městě. Doktor Mazery, který Van Gogha vyšetřoval, tvrdí, že výstřel musel přijít ze vzdálenosti několika metrů, což vylučuje sebevraždu. Když Armand obviní Reného, Marguerite přizná, že s Van Goghem měla blízký, ale nikoli romantický vztah. Přesto nevěří, že by René byl schopen vraždy.
Doktor Gachet se nakonec vrátí a slíbí, že předá Armandův dopis Theově vdově. Přizná, že mezi ním a Van Goghem došlo k hádce – Van Gogh jej obvinil, že je zbabělec, protože si neplní své sny, a Gachet jej rozzlobeně obvinil, že Theoovu zdraví škodí tím, jak je na bratrovi závislý. Gachet se domnívá, že tato výčitka Van Gogha přiměla k sebevraždě, aby Theoovi ulevil od břemene. Po Armandově návratu domů obdrží pošťák Roulin dopis od Theovy vdovy Johanny, která děkuje Armandovi za doručení dopisu. Johanna k němu připojí jeden z Van Goghových dopisů jí samotné, podepsaný: „Tvůj milující Vincent“.

## Obsazení (hlasy)
- Douglas Booth jako Armand Roulin
- Robert Gulaczyk jako Vincent van Gogh
- Saoirse Ronan jako Marguerite Gachet
- Jerome Flynn jako doktor Gachet
- Chris O’Dowd jako Joseph Roulin